# William Chandless
William Chandless (né le 7 novembre 1829 - mort le 5 mai 1896 à Londres) est un explorateur anglais, connu pour ses voyages dans le bassin amazonien au cours des années 1860. 

## Biographie
Installé à Manaus, au Brésil, il conduit de nombreux voyages d'exploration dans le bassin amazonien au cours des années 1860, remontant différents affluents de l'Amazone et entrant en contact avec de nombreux peuples indigènes. La langue arawá, aujourd'hui éteinte, n'est connue que par une liste de mots recueillie par William Chandless en 1867. 
Il envoie régulièrement des rapports à la Royal Geographical Society, qui lui attribue en 1866 la médaille d'or du bienfaiteur (Patron's Gold Medal) pour son exploration du rio Purus. 
Il meurt à Londres en 1896, et est enterré dans une sépulture familiale près de l'église Sainte-Marie de Paddington, à Londres. En 2003, un parc national situé au Brésil, à la frontière avec le Pérou, a été nommé en son honneur (en portugais Parque Estadual Chandless). Une rivière porte également son nom (le rio Chandless, affluent du Purus).  